# Candyce McGrone
Pour les articles homonymes, voir Todd.
Candyce McGrone (née le 24 mars 1989) est une athlète américaine, spécialiste des épreuves de sprint.

## Biographie
Candyce McGrone se révèle en 2015 où elle bat ses records sur 100 m (11 s 00) et 200 m. Sélectionnée dans l'Équipe des États-Unis pour les Championnats du monde de Pékin, elle échoue lors de ces championnats au pied du podium du 200 m en 22 s 01 (record personnel), derrière la Néerlandaise Dafne Schippers (21 s 63) et les Jamaïcaines Elaine Thompson (21 s 66) et Veronica Campbell-Brown (21 s 97).
Le 18 mai 2016, McGrone se classe 3e du World Challenge Beijing sur 100 m en 11 s 18, derrière l'Ivoirienne Murielle Ahouré (11 s 06) et la Bulgare Ivet Lalova (11 s 11).

## Palmarès

### International
| Date | Compétition           | Lieu  | Résultat | Épreuve | Temps   |
| ---- | --------------------- | ----- | -------- | ------- | ------- |
| 2015 | Championnats du monde | Pékin | 4e       | 200 m   | 22 s 01 |

### National
- Championnats des États-Unis :
  - Plein air : 2e du 200 m en 2015

## Records
| Épreuve | Performance | Lieu   | Date         |
| ------- | ----------- | ------ | ------------ |
| 100 m   | 11 s 00     | Eugene | 25 juin 2015 |
| 200 m   | 22 s 01     | Pékin  | 28 août 2015 |